# Tryn
Tryn (bułg. Трън) – miasto w Bułgarii, w obwodzie Pernik, siedziba administracyjna gminy Tryn. Według Ujednoliconego Systemu Ewidencji Ludności oraz Usług Administracyjnych dla Ludności w dniu 15 marca 2015 roku miejscowość zamieszkiwało 2522 mieszkańców.
Zimą 1947 r. w Trynie zmierzono najniższą temperaturę na terytorium Bułgarii, która wyniosła -38,3 °C. Na terenie gminy znajdują się liczne wąwozy, w tym Trynsko żdreło, Jabłaniszko żdreło, Poganowsko żdreło i wodospad Wrabczanski wodopad. W Trynie znajdują się dwie cerkwie oraz chrześcijańskie Sanktuarium skalne Św. Paraskewy.

## Osoby związane z miastem
- Konstantin Bajkuszew (1867–1932) – naukowiec, leśniczy, który odkrył i obliczył wiek drzewa sosny Bajkuszewa
- Sazdo Iwanow (1899–1996) – profesor fizyki
- Michaił Kalenderow (1887–1954) – polityk
- Gjorga Pindżurowa (1895–1971) – śpiewaczka
- Nikoła Popow (1922–2015) – ekonomista, rektor Uniwersytetu Sofijskiego
- Denczo Znepolski (1920–1989) – partyzant